# جنسن باتن اکستریم ای
جنسن باتن اکستریم ای یک تیم مسابقه ای حاضر در سری مسابقات اکستریم ای است. این تیم توسط قهرمان جهان فرمول یک در سال ۲۰۰۹، جنسون باتن، تأسیس شد.